# 新幹線鉄道規格新線
新幹線鉄道規格新線（しんかんせんてつどうきかくしんせん）とは、新幹線の形態の一つで、一般的には「スーパー特急」と呼ばれている。現在、新幹線鉄道規格新線で運行されている路線はない。

## 概要
1988年度（昭和63年度）予算編成作業中に当時の大蔵省主計官が、整備新幹線は昭和の三大馬鹿査定と同じと将来性を批判し膠着した。対して1988年（昭和63年）8月に運輸省が打開案として提示したフル規格新幹線、ミニ新幹線と組み合わせた整備新幹線暫定整備案の手法の一つである。将来フル規格新幹線が走行できるような設備を持った新線（路盤やトンネル、高架橋といった構造物は新幹線規格（フル規格）で整備するが、軌道は在来線と同じ軌間の1,067 mm（狭軌）。架線電圧も在来線と同じ交流20,000 V）を建設し、暫定で高速の在来線車両を走らせる手法で主計官の批判をかわそうと試みた。この作戦が成功し、1988年（昭和63年）8月31日に政府・与党の申し合わせで3路線5区間について着工順位と整備内容が決定した。
主たる区間を200 km/h以上で運行するため、法令（全国新幹線鉄道整備法）上もれっきとした新幹線であるが、狭軌のため在来線との直通運転が可能なことが大きな特徴である。スーパー特急用の車両の新造は必要であるが、車両基地や停車場などを在来線と共用できる。一方、着工区間によってはフル規格と比べて時間短縮効果が低いことや、フル規格新幹線区間との直通にはフリーゲージトレインが必要な点、乗り入れずに別個の車両を使用するとしても対面乗り換えなどの対策が必要な点などが課題となる。建設費はフル規格とさほど変わらないとされている。
建設当初にスーパー特急方式として整備されていた区間があるが、それらは途中で全てフル規格新幹線に変更されている。また、北越急行ほくほく線はスーパー特急の運行を想定した規格で建設されており、過去に在来線特急時代の「はくたか」が狭軌としては最速に当たる160km/h運転が行われていたこともあって、これをスーパー特急に含めるか否かは議論が分かれるところであるが、いずれにしても2015年3月の北陸新幹線開業と同時に運行を終了しているため、現時点においてスーパー特急方式の路線は存在しない。
なお、新幹線構想の元となった三木忠直の私案「超特急列車の一構想」（1954年（昭和29年）発表）では、第二次世界大戦後に築かれた鉄道技術の蓄積と世界の鉄道最高速度を参考にすると、在来線が広く採用する狭軌でも車両を軽量・低重心・流線形にすれば東京 - 大阪間は4時間30分ほどに短縮でき、航空機に十分対抗できるとしていた。想定最高速度は150-160km/h（フル規格新幹線が採用している標準軌（1,435mm）に換算すると200km/h相当）であった。1955年（昭和30年）に国鉄総裁に就任した十河信二は東海道本線の輸送力逼迫打開に戦前の弾丸列車計画を基に標準軌の別線「東海道新幹線」実現に乗り出したため陰になった。

## 非スーパー特急方式の新幹線対応在来線
スーパー特急方式は、整備新幹線として認可される工事実施計画の一つの方式である。次の路線はスーパー特急方式ではなく、将来の新幹線路線の敷設も対応した通常の在来線として開業している。なお、これらの路線は新幹線路線を全く新規に作ると建設費が莫大になるため、このような方法を採用した。
北海道新幹線（海峡線）：中小国駅 - 木古内駅
青函トンネルとその前後の区間は、1971年（昭和46年）4月に日本鉄道建設公団が提出した津軽海峡線調査最終報告書を受け、運輸大臣が公団に対し調査線から工事線に変更する際に、将来新幹線車両が通し得るよう設計に配慮をと求めた結果、フル新幹線規格での建設に変更され、1988年（昭和63年）3月13日に北海道旅客鉄道（JR北海道）の海峡線として開業した。線路間隔4.4 m、軌間1,435 mm（標準軌）に対応するスラブ軌道を採用。勾配は±15 ‰以内、曲線半径もR=6,500程度と、新幹線規格の範囲で抑えている。計画最高速度は新幹線で260km/h、在来線で110km/h。
青函トンネル内は日本国有鉄道（国鉄）時代に製造された旧型特急車両（通常制限最高速度120 km/h）でも140 km/h現示まで出すことが可能であった。保安装置は、開業当時に東北新幹線の全線で使用されていたアナログATC（ATC-2型）と互換性を持つATC-L型を採用していた。
2005年（平成17年）5月22日に北海道新幹線の新青森 - 新函館北斗間がフル規格で着工され、2016年（平成28年）3月26日に開業した。新幹線開業まではレールは軌間1,067mm（狭軌）にボルトで固定されていたが、開業後は新中小国信号場 - 木古内駅間が三線軌条となり、新幹線と在来線が共用している。同時に、架線電圧も交流20,000Vから交流25,000Vに昇圧したため、貨物列車には複電圧電気機関車（EH800形）が新規に投入された。
四国横断新幹線（本四備讃線）：茶屋町駅 - 宇多津駅
1988年（昭和63年）3月20日に西日本旅客鉄道（JR西日本）管轄の茶屋町駅 - 児島駅間が開業。同年4月10日に四国旅客鉄道（JR四国）管轄の児島駅 - 宇多津駅間が開業。
茶屋町駅 - 児島駅間は一部で勾配や曲線が新幹線規格に適合していない区間があるため、その区間は別途新幹線用の線路が敷設される。また、児島駅 - 宇多津駅間の鷲羽山トンネル部分と瀬戸大橋の下層には、新幹線と在来線の複々線を敷設する空間が確保されているが、現在は新幹線用の線路は敷設されておらず、在来線の複線のみが敷設されている。なお、架線電圧は直流1500V、保安装置は自動列車停止装置（ATS-SS）である。
四国横断新幹線の建設時は、新幹線と在来線の複々線にする計画であるが、具体的な建設計画は未だ白紙状態のままである。仮に建設決定になったとしても、現状でも瀬戸大橋区間において騒音問題ゆえに最高速度での運転が出来ない状況にある等、難題は多い。

## 着工後、フル規格に変更された区間
北陸新幹線
石動（西石動信号場） - 金沢
1992年（平成4年）8月6日着工。当初、高岡（西高岡信号場、北陸本線西高岡駅とは異なる地点） - 金沢とされていたが、地元自治体が北陸本線・石動 - 高岡の在来線分離に消極的だったことから、起点が石動に変更された。このルート変更によって、難工事区間として先行着工されていた加越トンネルは不要となり、既に投入された建設費は富山県が負担した。また、この変更によるミッシングリンクへの対応のために暫定的に時速160km程度で走行出来る在来線特急列車を既設の新幹線構造物に敷設した在来線軌道へ入線させると決定していた。2004年（平成16年）12月16日の建設計画見直しで富山 - 白山車両基地の着工が決まり、フル規格に格上げ。2015年（平成27年）3月14日にフル規格で開業。
糸魚川（西糸魚川信号場） - 魚津（東魚津信号場）
1993年（平成5年）着工。2000年（平成12年）12月18日の建設計画見直しで上越 - 富山の着工が決まり、フル規格に格上げ。2015年（平成27年）3月14日にフル規格で開業。
九州新幹線鹿児島ルート
八代（南八代信号場）のち新八代 - 西鹿児島（現在は鹿児島中央）
1991年（平成3年）9月7日着工。1998年（平成10年）10月13日の建設計画見直しで船小屋 - 新八代の着工が決まり、起点を新八代に変更。2000年（平成12年）12月18日の建設計画見直しで博多 - 船小屋の新規着工が決まり、フル規格に格上げ。2004年（平成16年）3月13日にフル規格で開業。00年の計画見直しまでは新八代駅にアプローチ線を敷設し、以南をスーパー特急方式としていた。
船小屋（船小屋信号場、現在は筑後船小屋） - 新八代
1998年（平成10年）3月12日着工。2000年（平成12年）12月18日の建設計画の見直しで博多 - 船小屋の新規着工が決まり、新八代 - 鹿児島中央とともにフル規格に格上げ。2011年（平成23年）3月12日にフル規格で開業。
九州新幹線西九州ルート：武雄温泉 - 諫早
2004年（平成16年）12月16日の建設計画見直しで武雄温泉 - 諫早間の着工が決定した。2007年（平成19年）12月16日に沿線自治体が建設に合意、2008年（平成20年）4月28日にスーパー特急方式で着工。2012年（平成24年）6月29日に諫早 - 長崎間のフル規格での着工が決定し、この区間もフル規格へと変更された。